# Sinan Tekerci
Sinan Phillipp Tekerci (* 22. September 1993 in Freudenstadt) ist ein türkisch-deutscher Fußballspieler. Der Mittelfeldspieler steht bei den Stuttgarter Kickers unter Vertrag.

## Karriere

### Vereine
Tekerci begann seine Karriere 1996 bei der SG Dornstetten. Nach zwei Jahren wechselte er zur TSG Balingen und 2001 zum TuS Ergenzingen. 2006 wurde Tekerci von den Stuttgarter Kickers verpflichtet. Ab dem 1. Januar 2011 spielte er für den 1. FC Nürnberg, bei dem er vorrangig in der zweiten Mannschaft eingesetzt wurde. Am 10. Mai 2014, dem 34. Spieltag der Saison 2013/14, kam er im Spiel beim FC Schalke 04 zu seinem ersten Bundesliga-Einsatz. Zur Saison 2014/15 wechselte Tekerci zum Drittligisten Dynamo Dresden. In der Spielzeit 2015/16 gewann er mit der Mannschaft die Meisterschaft und schaffte den Aufstieg in die 2. Bundesliga. Zur Saison 2016/17 wurde Tekerci für ein Jahr an den Drittligisten Preußen Münster verliehen. Anschließend wechselte er zum FSV Zwickau.
Zur Saison 2018/19 wechselte Tekerci in die Regionalliga Südwest zur SV Elversberg. Dort gewann er zwei Jahre später den Saarlandpokal. In der Spielzeit 2021/22 gelang ihm mit Elversberg der Aufstieg in die 3. Liga und in der Saison darauf der Durchmarsch in die 2. Bundesliga. Zur Saison 2023/24 kehrt er zu den Stuttgarter Kickers, die in die Regionalliga Südwest aufgestiegen sind, zurück.

### Nationalmannschaft
Tekerci absolvierte für die U19-Auswahl des türkischen Fußballverbandes im Mai 2012 in der Eliterunde der U19-Europameisterschaft 2012 gegen Griechenland, Dänemark und Zypern drei Spiele. Zwischen 2012 und 2013 spielte er fünfmal für die U20-Nationalmannschaft.

## Erfolge
Dynamo Dresden
- Aufstieg in die 2. Bundesliga als Meister der 3. Liga: 2016

SV Elversberg
- Saarlandpokalsieger: 2020, 2022, 2023
- Aufstieg in die 3. Liga als Meister der Regionalliga Südwest: 2022
- Aufstieg in die 2. Bundesliga als Meister 3. Liga: 2023